# Kraljevica
Kraljevica je grad u zapadnoj Hrvatskoj.

## Gradska naselja
Grad Kraljevica se sastoji od 6 naselja: Bakarac, Kraljevica, Križišće, Mali Dol, Šmrika i Veli Dol.

## Zemljopis
Kraljevica se nalazi u Primorsko-goranskoj županiji, dvadesetak kilometara južno od Rijeke na ulazu u Bakarski zaljev, na raskrižju puteva Rijeka – Split i Zagreb – Krk tako da putnici iz unutrašnjosti imaju prvi kontakt s morem upravo na području Grada.
U Kraljevicu se dolazi za par sati vožnje iz srednjoeuropskih centara, primjerice: Münchena koji je udaljen 506 km, Beč 511 km, Budimpešta 496 km, Graz 318 km, Venecija 256 km, Ljubljana 146 km i Zagreb 151 km. Naselja Kraljevica s poluotokom Oštro i Šmrika s uvalama Črišnjeva i Neriz nalaze se na blagom priobalnom pristranu, dok se Bakarac, Križišće te Veli i Mali Dol nalaze u zelenoj Vinodolskoj Dolini.
Geografske koordinate:
45°12'52" sjeverne zemljopisne širine
14°35'51" istočne zemljopisne dužine

## Stanovništvo
Prema popisu stanovništva iz 2001. godine Grad Kraljevica na površini od 17,53 km ima 4759 stanovnika.
| broj stanovnika | 3120  | 3184  | 2839  | 3012  | 3240  | 3318  | 3987  | 3303  | 2917  | 3521  | 3435  | 3840  | 4254  | 4513  | 4579  | 4618  | 4066  |
|                 | 1857. | 1869. | 1880. | 1890. | 1900. | 1910. | 1921. | 1931. | 1948. | 1953. | 1961. | 1971. | 1981. | 1991. | 2001. | 2011. | 2021. |

| broj stanovnika | 1240  | 1198  | 1096  | 1104  | 1057  | 1179  | 1832  | 1480  | 1355  | 1998  | 1941  | 2376  | 2843  | 2987  | 2897  | 2857  | 2415  |
|                 | 1857. | 1869. | 1880. | 1890. | 1900. | 1910. | 1921. | 1931. | 1948. | 1953. | 1961. | 1971. | 1981. | 1991. | 2001. | 2011. | 2021. |

## Uprava
Grad Kraljevica je jedinica lokalne samouprave na području Primorsko – goranske županije, osnovana na temelju Zakona o područjima županija, gradova i općina u RH od 30. siječnja 1997. godine.

## Povijest
Šire područje Kraljevice nastanjeno je još od pretpovijesnog doba, u vrijeme Ilira (pleme - Liburni). Prvi arheološki nalazi povezani su s vlašću Rimskog Carstva koje je na tom području gradilo potrebnu infrastrukturu, o čemu svjedoče nalazišta u Bakru, na Plasu i u Bakarcu, a pretpostavlja se (na temelju nalaza) da su iznad Bakarca i Turinova sela bile sagrađene rimske stražarnice.
U ranom srednjem vijeku, postojala je nekropola Veli dol (danas istog naziva, kraj Križišća).
U XV. st. razvija se današnje mjesto Kraljevica iz prirodne luke Hreljina (danas je Hreljin, upravno, dio Grada Bakra). Prvi pisani dokumenti spominju 1443. godine Portum Re (tal. Porto Re; lat. Portus regius), što u prijevodu znači Kraljevska Luka. Više je teorija zašto se spominje kralja. Jedna kaže da je to za to što su se carine na robu koja je prolazila kroz luku, plaćale ugarskom kralju, a ta je najvjerojatnije i točna. Mjesto se u tom razdoblju razvijalo oko jezgre poznate kao Almis.
Kraljevica je najprije bila pod vlašću obitelji Zrinski koja je u XV. st. u današnjem centru mjesta sagradila Stari Grad (kaštel) koji je povezan s dvorištem župne crkve Sv. Nikole, zaštitnika Kraljevice. Dolaskom krčkih knezova Frankopana u Kraljevicu (udajom Ane Katarine za Petra Zrinskog), Petar Zrinski i Fran Krsto Frankopan grade dvorac "Nova Kraljevica" čija je gradnja završena do 1653. godine. "Nova Kraljevica" je sagrađena na zemlji obitelji Zrinski, a dvorac je poseban po tome što na središnjoj šterni (bunaru) nosi grb koji objedinjuje obiteljske grbove obitelji Frankopan i Zrinski.
1729. godine odlukom Karla VI. u Kraljevici se osniva brodogradilište za austrijske brodove koji su trebali konkurirati Veneciji. To je, ujedno, i najstarije brodogradilište u Hrvatskom Primorju. Izgradnjom Karolinske ceste Kraljevica se razvija u trgovačko i lučko središte. Zahvaljujući spomenutoj cesti, na važnosti dobiva i luka Bakar, mjesto nadomak Kraljevici u Bakarskom zaljevu, kamo se doprema drvo te prosljeđuje u ostatak primorja, na otoke te čak i u Veneciju. Izgradnjom Jozefinske ceste, Bakar gubi na važnosti te se promet prebacuje u Senj.
Do kraja XIX. st. Kraljevica je poznata luka za promet drvom i solju. Tada primat polako preuzimaju Rijeka i Trst.
Slabljenjem luke, počinje se u Kraljevici razvijati turizam. Prvenstveno u uvali Oštro gdje je Nijemac Olschbauer osnovao prvo kupalište u Primorju. On je 1904. god osnovao i hotel Liburnija koji je kasnije pretvoren u sanatorij. Zbog ponovnog buđenja brodogradnje, Olschbauer odustaje od liječilišta. Brodogradilište djeluje i između dva rata, a nakon rata postaje "Titovo Brodogradilište" te se obnavlja od razaranja u 2. svjetskom ratu.

## Gospodarstvo
Kraljevica je poznata po jednom od najstarijih brodogadilišta na Mediteranu. Brodogradilište Kraljevica je osnovano 1729. g., a do 90-ih godina prošlog stoljeća nosilo je Titovo ime.
Danas je brodogradilište specijalizirano za izradu trajekata (Jadrolinija, Wight-Link), tankera (Sargeant-Marine, Interorient, Petrolmar), ratnih brodova za potrebe RH te specijalnih plovila i jahti.
Nakon 283 godine neprekidnoga rada, Brodogradilište Kraljevica prestaje postojati 4. lipnja 2012. godine. Vladinom odlukom o stečaju radnici dobivaju otkaze i otpremnine, a prostor Brodogradilišta, vojni arsenal osnovan ukazom austrijskoga cara 1729., postaje dijelom povijesti.

## Poznate osobe
- Franjo Akačić, hrvatski iseljenički novinar, urednik, izdavač i vlasnik listova
- Branko Blažina, hrvatski snimatelj.
- Josip Burić, hrvatski svećenik, veliki hrvatski arhivist, najbolji hrvatski poznavatelj Vatikanskih arhiva
- Viktor Burić, hrvatski svećenik, biskup senjsko-modruški i prvi riječko-senjski nadbiskup
- Vjenceslav Turković, hrvatski gospodarstvenik i trgovac

## Spomenici i znamenitosti
Stari grad, dvorac Zrinski u centru uz crkvu te Novi grad rezidencijalni dvorac Zrinskih i Frankopana s grbom ujedinjenja dviju velikaških porodica na "šterni" u atriju dvorca.

## Obrazovanje
- Osnovna škola Kraljevica

## Kultura
- Radio postaja Grada Kraljevice Radio Porto Re.

- Hrvatsko glazbeno društvo "Zvijezda Danica" djeluje kao mješoviti pjevački zbor s 40-etak članova. Društvo je osnovano 1894. godine i od tada neprekidno djeluje na području amaterskog kulturno-umjetničkog stvaralaštva.

## Šport
- Košarkaški klub Kraljevica
- NK Kraljevica (1.županijska liga)

Kraljevačka regata krstaša održava se od 1995.

## Vanjske poveznice
- Službene stranice Grada Kraljevice
- Turistička zajednica Grada Kraljevice
- "Zvijezda Danica"  Arhivirana inačica izvorne stranice od 29. rujna 2009. (Wayback Machine)

|  | Portal Hrvatske: pristup člancima s tematikom o Hrvatskoj |